# Der Bulle von Tölz: Leiche dringend gesucht
Leiche dringend gesucht ist ein deutscher Fernsehfilm von Walter Bannert aus dem Jahr 1997 nach einem Drehbuch von Franz-Xaver Wendleder. Es ist die 11. Folge der Krimiserie Der Bulle von Tölz mit Ottfried Fischer als Hauptdarsteller in der Rolle des Hauptkommissars Benno Berghammer. Die Erstausstrahlung erfolgte am 23. März 1997 auf Sat.1.

## Handlung
Der Buchhalter Peter Köstner wird vor seiner Wohnung von einem gestohlenen Mercedes angefahren und tödlich verletzt. Die Kommissare Benno Berghammer und Sabrina Lorenz stellen fest, dass die Wohnung des Opfers durchwühlt wurde. Seine Lebensgefährtin Gitti sagt aus, dass sie am nächsten Tag mit ihm in die Karibik reisen wollte. Beim Durchsehen des Gepäcks taucht ein Koffer mit einer Million Mark Falschgeld auf, wofür Gitti keine Erklärung hat.
Die weiteren Ermittlungen ergeben, dass Köstner tags zuvor beim Bauunternehmer Richard Budera seinen letzten Arbeitstag gehabt hat, und dass er seinen Arbeitgeber sowie drei weitere Bauunternehmer erpresst hat, die sich durch illegale Preisabsprachen finanzielle Vorteile verschafft haben, darunter Bürgermeister Franz Wegener. Weil Richard Budera pleite ist, hat er seinen Anteil am Schweigegeld nicht beigesteuert, sondern die 750.000 Mark der anderen Bauunternehmer eingestrichen und durch eine Million Mark Falschgeld ersetzt. Als Berghammer und Lorenz ihn verhaften wollen, ist Budera verschwunden. Seine Frau Julia ist in großer Sorge und bittet Berghammer um Hilfe. Richard Buderas Auto wird in der Nähe der Wohnung seiner Sekretärin Ilona Meckle gefunden, mit der er ein Verhältnis gehabt hat. Da in seinem Büro mehrere angefangene Briefe gefunden wurden, in denen er mit ihr Schluss machen wollte, gerät Meckle unter Verdacht, mit seinem Verschwinden etwas zu tun zu haben.
Als Benno Berghammer in Buderas Garage die echten 750.000 Mark findet, ist klar, dass der Bauunternehmer nicht freiwillig abgetaucht ist, zumal auch keine persönlichen Gegenstände fehlen. Daher wird ab sofort nach seiner Leiche gesucht.
Die Spurensicherung findet Blutspuren von Budera im Kofferraum von Ilona Meckles Auto, außerdem eine Quittung der Müllverbrennungsanlage, die als Datum den Tag nach Buderas Verschwinden trägt. Frau Meckle wird festgenommen, streitet aber trotz überzeugender Indizien alles ab.
Benno Berghammers Mutter Resi trifft in einem Café zufällig Julia Budera, von der sie erfährt, dass ihr Mann eine Lebensversicherung in Höhe von über fünf Millionen Mark abgeschlossen hat, die aber nur dann zur Auszahlung kommt, wenn er für tot erklärt wird. Das gibt dem Fall die entscheidende Wende. Die Kommissare sind nun sicher, dass die Buderas unter einer Decke stecken und Ilona Meckle die „Beweise“ untergeschoben haben. Laut Hausmeisterin ist Frau Budera zum Flughafen gefahren, wo jedoch kein Ticket auf ihren Namen vorliegt. Benno Berghammer erinnert sich daran, dass Richard Budera ihm bei einer Einvernahme erzählt hat, er sei gerade dabei, den Pilotenschein zu machen. Die Kommissare können den Start gerade noch verhindern und nehmen Richard Budera wegen Mordes an Peter Köstner und Vortäuschens einer Straftat fest, seine Frau wegen Beihilfe.
Bürgermeister Wegener kommt wegen seiner uneingeschränkten Kooperation mit Polizei und Staatsanwaltschaft straffrei davon, auch wird sein Anteil am Schweigegeld nicht beschlagnahmt. Kommissar Berghammer überzeugt ihn schließlich, das Geld dem Eishockey-Nachwuchs zur Verfügung zu stellen.

## Hintergrund
Die Dreharbeiten wurden in Bad Tölz durchgeführt; als Schauplatz für die „Pension Resi“ diente das Hollerhaus Irschenhausen.